# Allose
Die Allose (kurz: All) gehört zu den Monosacchariden (Einfachzucker, einer Untergruppe der Kohlenhydrate).
Allose ist eine Hexose, das bedeutet, sie besitzt sechs Kohlenstoffatome. Sie hat wie alle Hexosen die Summenformel C6H12O6. Sie ist stereoisomer zur Glucose und gehört zur Untergruppe der Aldohexosen, der reduzierenden „Aldehydzucker“.
Die Zuordnung zur D-Form (dexter: rechts) oder L-Form (laevus: links) erfolgt nach Anordnung der sekundären OH-Gruppe in der Fischer-Projektion am chiralen C-Atom Nr. 5. Wenn in diesem Text  oder in der wissenschaftlichen Literatur „Allose“ ohne weiteren Namenszusatz (Präfix) erwähnt wird, ist D-Allose gemeint. L-Allose besitzt nur marginale Bedeutung.

## Eigenschaften
In wässriger Lösung kommt es teilweise zu einem intramolekularen Ringschluss, so dass sich ein Gleichgewicht zwischen der Aldehydform und den beiden Ringformen (Furanose-Form und Pyranose-Form) einstellt, wobei die Allose dann fast ausschließlich in der Pyranoseform vorliegt:
| D-Allose – Schreibweisen | D-Allose – Schreibweisen | D-Allose – Schreibweisen |
| Keilstrichformel         | Haworth-Schreibweise     | Haworth-Schreibweise     |
| ------------------------ | ------------------------ | ------------------------ |
|                          | α-D-Allofuranose 5 %     | β-D-Allofuranose 7 %     |
| α-D-Allopyranose 18 %    | β-D-Allopyranose 70 %    |                          |
| Sesselkonformation       |                          |                          |
|                          |                          |                          |